# Dan Harris
Dan Harris est un scénariste et réalisateur américain né le 29 août 1979 à Kingston, Pennsylvanie (États-Unis).

## Biographie
Avant d'être diplômé de l'Université de Columbia en 2000, son court-métrage Urban Chaos Theory a gagné le prix du jury du meilleur court-métrage (Best Short Film) au NoDance Film Festival. Deux ans après, son court-métrage, "The Killing of Candice Klein", a été projeté au Sundance Film Festival 2002.

Fan de Comics américain, il est principalement connu pour son travail cinématographique avec Michael Dougherty et Bryan Singer sur les films Superman Returns, X-Men 2 and X-Men: Apocalypse. Ils ont d'ailleurs écrit le préquelle (ou antépisode au Canada francophone) du film Superman Returns aux éditions DC Comics.

## Filmographie
| Année | Film                                        | Crédit                                      | Notes |
| ----- | ------------------------------------------- | ------------------------------------------- | --- |
| 1998  | Celebrity                                   | Assistant producteur                        | |
| 1999  | Dancing with Agnes                          | Réalisateur, scénariste, monteur            | Court-métrage, crédité comme Daniel P. Harris                                                                      |
| 1999  | Mickey les yeux bleus (Mickey Blue Eyes)    | Assistant-producteur                        | Non-crédité |
| 2000  | Urban Chaos Theory                          | Réalisateur, scénariste, producteur délégué | Court-métrage, crédité comme Daniel P. Harris                                                                      |
| 2000  | The Unbreakable Likeness of Lincoln         | Réalisateur, producteur délégué             | Court-métrage, crédité comme Daniel P. Harris                                                                      |
| 2002  | The Killing of Candice Klein                | Réalisateur, scénariste,                    | Court-métrage |
| 2003  | X-Men 2 (X2)                                | Scénariste                                  | Co-écrit avec Michael Dougherty et David Hayter et basé sur une histoire de Zak Penn, David Hayter et Bryan Singer |
| 2004  | Imaginary Heroes                            | Réalisateur, scénariste                     | |
| 2005  | Urban Legend 3 (Urban Legends: Bloody Mary) | Scénariste,                                 | Co-écrit avec Michael Dougherty                                                                                    |
| 2006  | Superman Returns                            | Scénariste                                  | Co-écrit avec Bryan Singer et Michael Dougherty                                                                    |
| 2007  | Until Death                                 | Scénariste                                  | Co-écrit avec James Portolese                                                                                      |
| 2007  | Trick 'r Treat                              | Executive producer                          | |
| 2013  | Imprints                                    | Producteur                                  | Court-métrage |
| 2016  | X-Men: Apocalypse                           | Scénariste                                  | Co-écrit avec Bryan Singer, Simon Kinberg et Michael Dougherty                                                     |
| 2017  | Speech & Debate (en)                        | Réalisateur, producteur délégué             | |